# (7165) Pendleton
Pour les articles homonymes, voir Pendleton.
(7165) Pendleton est un astéroïde de la ceinture principale.

## Description
(7165) Pendleton est un astéroïde de la ceinture principale. Il fut découvert le 14 septembre 1985 à la station Anderson Mesa par Edward L. G. Bowell. Il présente une orbite caractérisée par un demi-grand axe de 2,60 UA, une excentricité de 0,16 et une inclinaison de 13,9° par rapport à l'écliptique.

## Compléments